# Mícheál Ó Siochfhradha
Mícheál Ó Siochfhradha (1900–1986; pronunciació irlandesa: [mʲiːˈhaːl̪ˠ oː ʃʊˈxɾˠuː]), i Pádraig (An Seabhac) Ó Siochfhradha eren dos germans que foren escriptors, mestres i narradors d'històries en gaèlic irlandès, del comtat de Kerry, Irlanda.
Mícheál Ó Siochfhradha va escriure un nombre d'històries còmiques curtes escenificades fonamentalment a la Gaeltacht, destacant entre elles An Corp ('El cos'), que formà part del currículum nacional irlandès al nivell Junior Certificate. Va treballar com a mestre, després com a inspector i finalment com a Cap Inspector el 1965. Fou membre fundador de la Companyia de Teatre An Comhar Drámaíochta i edità dos diaris de gaèlic irlandès.

## Llibres
- Michaél Ó Siochfhradha, "Naln agus gealn"
- Mícheál Ó Siochfhradha, "Learner's English-Irish dictionary", 1972